# Mike Parker Pearson
Michael « Mike » Parker Pearson, né le 26 juin 1957, est un archéologue anglais spécialisé dans l'étude du Néolithique des îles Britanniques, de Madagascar, et dans l'archéologie de la mort et des rites funéraires. Il est connu pour sa formule « Les morts ne s'enterrent pas eux-mêmes ». Auteur prolifique, il a écrit plusieurs ouvrages académiques et de vulgarisation scientifique.

## Formation
Mike Parker Pearson obtient son Bachelor in Arts (BA) en archéologie à l'université de Southampton en 1979. Supervisé par Ian Hodder en tant qu'étudiant à Cambridge, Parker Pearson est un contemporain de Sheena Crawford, Daniel Miller, Henrietta Moore, Christopher Tilley et Alice Welbourn. Ces étudiants sont influencés par les idées de Ian Hodder, alors pionnier du courant post-processualiste en archéologie. Il obtient ensuite son doctorat à l'université de Cambridge en 1985, où il rédige une thèse sur les sépultures et dépouilles des tourbières à l'Âge du fer au Danemark.

## Carrière académique
Professeur à l'institut d'archéologie de l'University College de Londres (UCL), il enseigne auparavant à l'université de Sheffield en Angleterre pendant 25 ans, et est directeur du Stonehenge Riverside Project.
Il est membre de la British Academy.

## Télévision
Personnalité médiatique, Mike Parker Pearson apparait à plusieurs reprises dans le Time Team de Channel 4, notamment dans le cadre des recherches sur Durrington Walls. Il apparait également apparu dans le documentaire Stonehenge Decoded de la chaîne National Geographic Channel, ainsi que dans le programme Nova de Public Broadcasting Service (PBS) : Secrets of Stonehenge.

## Publications
- The Archaeology of Death and Burial, 1999, Sutton Publishing  (ISBN 978-0890969267)
- Food, Culture and Identity in the Neolithic and Early Bronze Age, 2003, British Archaeological Reports  (ISBN 978-1841714950)
- avec I.J.N. Thorpe, Warfare, Violence and Slavery in Prehistory : Proceedings of a Prehistoric Society Conference at Sheffield University, 2005, British Archaeological Reports  (ISBN 978-1841718163)
- avec Karen Godden, Pastoralists, Warriors and Colonists : The Archaeology of Southern Madagascar, 2010, British Archaeological Reports  (ISBN 978-1407306803)
- Stonehenge : Exploring the Greatest Stone Age Enigma, 2012, Simon & Schuster  (ISBN 978-0857207302)